# Lago de Llanquihue
Lago Llanquihue är en insjö, belägen i södra Chile, i Lagosregionen. Den är Chiles näst största sjö, med en yta på 860 km². Den största är Lago General Carrera.